# Lineacoelotes funiushanensis
Espèce
Synonymes
- Coelotes funiushanensis Hu, Wang & Wang, 1991

Lineacoelotes funiushanensis est une espèce d'araignées aranéomorphes de la famille des Agelenidae.

## Distribution
Cette espèce est endémique de Chine. Elle se rencontre au Henan et au Hubei.

## Étymologie
Son nom d'espèce, composé de funiushan et du suffixe latin -ensis, « qui vit dans, qui habite », lui a été donné en référence au lieu de sa découverte, le Funiushan.

## Publication originale
- Hu, Wang & Wang, 1991 : Notes on nine species of spiders from natural conservation of Baotianman in Henan Province, China (Arachnoidea: Araneida). Henan Science, vol. 9, p. 37-52.